# Steeve Yago
Steeve Yago (ur. 16 grudnia 1992 w Sarcelles) – burkiński piłkarz grający na pozycji środkowego obrońcy w Aris Limassol.

## Kariera klubowa
Yago urodził się we Francji, w mieście Sarcelles. Swoją karierę piłkarską rozpoczął w klubie Toulouse FC. W 2012 roku awansował do kadry pierwszej drużyny Toulouse. Swój debiut w Ligue 1 zaliczył 25 sierpnia 2012 w zwycięskim 1:0 domowym meczu z AS Nancy. Przez siedem lat w barwach Toulouse rozegrał 122 spotkania w Ligue 1. W styczniu 2019 został wypożyczony do Le Havre AC, grającego w Ligue 2 i jego zawodnikiem pozostał do końca sezonu 2018/2019.
W połowie 2019 roku odszedł do SM Caen, także występującego w Ligue 2. W 2021 roku przeszedł do cypryjskiego Aris Limassol.
| Sezon   | Klub        | Kraj    | Rozgrywki | Mecze | Bramki |
| ------- | ----------- | ------- | --------- | ----- | ------ |
| 2012/13 | Toulouse FC | Francja | Ligue 1   | 22    | 0      |
| 2013/14 | Toulouse FC | Francja | Ligue 1   | 24    | 0      |
| 2014/15 | Toulouse FC | Francja | Ligue 1   | 14    | 0      |
| 2015/16 | Toulouse FC | Francja | Ligue 1   | 19    | 0      |
| 2016/17 | Toulouse FC | Francja | Ligue 1   | 22    | 0      |
| 2017/18 | Toulouse FC | Francja | Ligue 1   | 21    | 0      |
| 2018/19 | Toulouse FC | Francja | Ligue 1   | 0     | 0      |
| 2018/19 | Le Havre AC | Francja | Ligue 2   | 13    | 0      |
| 2019/20 | SM Caen     | Francja | Ligue 2   |       |        |

## Kariera reprezentacyjna
W reprezentacji Burkiny Faso Yago zadebiutował 23 marca 2013 roku w wygranym 3:0 meczu eliminacji do MŚ 2014 z Nigrem, rozegranym w Wagadugu. W 2015 roku został powołany do kadry na Puchar Narodów Afryki, zakończony przez Burkina Faso na fazie grupowej. Wystąpił na nim w spotkaniach z Gabonem (0:2), Gwineą Równikową (0:0) i Kongiem (1:2).
W 2017 roku ponownie był uczestnikiem Pucharu Narodów Afryki. Rozegrał na nim cztery spotkania: z Gwineą Bissau (2:0), Tunezją (2:0), Egiptem (1:1, 3:4 w rzutach karnych) i Ghaną (1:0), a Burkina Faso zajęło 3. miejsce w turnieju. 